# Arminas Narbekovas
Arminas Narbekovas (Gargždai, 28 de enero de 1965) es un exfutbolista y entrenador lituano.
En su etapa como jugador ocupaba la posición de mediapunta. Debutó en 1983 con el Žalgiris Vilnius que despuntó en los últimos años de la Primera División soviética, con un meritorio tercer puesto en 1987. Tras la independencia de Lituania, fichó en 1990 por el Austria Viena y permaneció allí seis temporadas, en las que ganó tres Bundesligas de Austria consecutivas.
Ha sido internacional con la selección de fútbol de Lituania en 13 encuentros oficiales. También ha formado parte del equipo de la Unión Soviética que ganó la medalla de oro en los Juegos Olímpicos de Seúl 1988. En el plano individual, se llevó el galardón al «Futbolista lituano del año» desde 1985 hasta 1988, y en 2003 fue reconocido «mejor jugador lituano de los últimos 50 años» en las Bodas de Oro de la UEFA.
Tras su retirada ha sido vicepresidente de la Federación Lituana de Fútbol (2002 a 2005), presidente del Žalgiris Vilnius y entrenador en diversos clubes de los países bálticos.

## Trayectoria como jugador
Arminas Narbekovas comenzó a jugar al fútbol en una escuela deportiva de Panevėžys (Lituania, entonces parte de la Unión Soviética). A los 15 años fue convocado por el combinado juvenil de la URSS, y en 1982 recaló en la entidad lituana más importante, el Žalgiris Vilnius. Su debut en partido oficial de la Primera División tuvo lugar el 19 de abril de 1993 frente al Torpedo Kutaisi. Desde entonces se hizo con un hueco en el once titular, ocupando la posición de mediapunta. Entre 1985 y 1988 ganó el premio al «Futbolista lituano del año» durante cuatro veces consecutivas.
En la temporada de 1987 tuvo una contribución destacada para que el Žalgiris finalizase en tercera posición, la mejor clasificación en su historia. Un año después se dio a conocer fuera gracias a los Juegos Olímpicos de Seúl 1988, en los que la URSS ganó la medalla de oro. Cuando llegó la Copa de la UEFA 1988-89, su equipo cayó eliminado por el Austria Viena en la primera ronda. Los vieneses quedaron entusiasmados con el jugador y quisieron ficharlo, pero no pudieron porque entonces los futbolistas de la URSS no podían irse del país. El lituano permaneció en Vilna desde 1983 hasta 1989, con 155 partidos oficiales y 51 goles.
En 1990, cuando tenía 25 años, fichó por el Lokomotiv Moscú. La entidad rusa sirvió como intermediario para que Narbekovas pudiera negociar con clubes occidentales, pues Lituania aún no estaba reconocida por la UEFA. No fue hasta noviembre de 1990 cuando se concretó su salida al Austria Viena, al que llegó junto con su compañero de selección Valdas Ivanauskas. En las seis temporadas que permaneció allí, destacó por su olfato goleador y visión de juego, con un papel importante para ganar tres Bundesligas de Austria consecutivas (1991, 1992, 1993).
En la temporada 1996-97 llegó al Admira Wacker de la primera categoría, donde estuvo dos temporadas. En el año 1998-99 fichó por el SKN St. Pölten y un año después regresó al Admira, en ambos casos en segunda división.
Si bien pensó en apartarse de la primera línea profesional en el 2000, cuando tenía 35 años, ese mismo año recaló en las filas del Wiener Sport-Club de las divisiones inferiores. Permaneció allí hasta el final de la temporada 2002-03. Después siguió jugando en clubes modestos de la regional austriaca hasta 2005, año en que colgó las botas.

## Trayectoria como entrenador
Aunque Narbekovas ha vivido durante muchos años en Austria, mantuvo el contacto con su país natal. Entre 2002 y 2005 se encargó de la vicepresidencia de la Federación Lituana de Fútbol, y en 2003 esta organización le reconoció como el mejor jugador lituano en los últimos 50 años, con motivo de las Bodas de Oro de la UEFA.
Narbekovas regresó en noviembre de 2005 al Žalgiris Vilnius, inmerso en una profunda crisis deportiva, para asumir la presidencia de la entidad. Durante la temporada 2006 fue también su entrenador y consiguió un cuarto puesto en la A Lyga.
En 2007 regresó a Austria, pero dos años después volvió a Lituania para dirigir al FK Banga Gargždai durante tres temporadas. Su mayor logro fue disputar la final de la Copa Lituana de Fútbol de 2010-11, que perdió ante el Ekranas, y la posterior clasificación a la fase previa de la Liga Europea de la UEFA 2011-12. Se marchó de allí a comienzos de 2012; entre junio y diciembre del mismo año tuvo una breve experiencia en el FK Spartaks Jūrmala de Letonia.
Desde 2013 hasta 2015 ha sido el seleccionador sub-21 de Lituania.

## Selección nacional
Narbekovas ha sido internacional con la selección de fútbol de Lituania en 13 ocasiones y ha marcado 4 goles.
Anteriormente formó parte del combinado juvenil de la Unión Soviética en 7 partidos, pero nunca formó parte de la selección absoluta. Sus participaciones más destacadas fueron en la Universiada 1987 de Zagreb y en los Juegos Olímpicos de Seúl 1988. En ambos casos ganó la medalla de oro. El delantero fue titular durante las olimpiadas y suyo fue el gol de semifinales que metió a los soviéticos en la gran final frente a Brasil.
El debut de Narbekovas con Lituania llegó el 27 de mayo de 1990, en un amistoso frente a Georgia en Tiflis. Se considera que dicho encuentro fue el primero de Lituania como estado independiente, aunque fue representada por un combinado de estrellas del Žalgiris Vilnius. El 14 de abril de 1992 disputó un amistoso contra Austria y dos semanas después formó parte del primer partido de competición oficial ante Irlanda del Norte. En total participó en las fases de clasificación para el Mundial de 1994, la Eurocopa 1996 y el Mundial de 1998, pero en ningún caso llegó a la fase final.
Narbekovas dejó de representar a Lituania en 1997 para dar paso a las nuevas generaciones. No obstante, el 1 de septiembre de 2001 disputó, a modo de homenaje, los dos últimos minutos del partido contra Italia en el S. Darius y S. Girėnas de Kaunas.

## Estadísticas

### Clubes
| Club                   | País            | Año       |
| ---------------------- | --------------- | --------- |
| Žalgiris Vilnius       | Unión Soviética | 1982-1990 |
| Lokomotiv Moscú        | Unión Soviética | 1990      |
| Austria Viena          | Austria         | 1990-1996 |
| Admira Wacker          | Austria         | 1996-1998 |
| SKN St. Pölten         | Austria         | 1998-1999 |
| Admira Wacker          | Austria         | 1999-2000 |
| S. V. Hundsheim        | Austria         | 2000      |
| Wiener Sport-Club      | Austria         | 2000-2003 |
| FK White Star          | Austria         | 2003      |
| S. V. Grossweikersdorf | Austria         | 2004-2005 |

### Selección
| Absoluta · Lituania |                   |    |   |
| 1990 | 1                 | 1  |   |
| 1991 | -                 | -  |   |
| 1992 | 3                 | 1  |   |
| 1993 | -                 | -  |   |
| 1994 | 2                 | 1  |   |
| 1995 | 1                 | 0  |   |
| 1996 | 2                 | 1  |   |
| 1997 | 3                 | 0  |   |
| 1998 | -                 | -  |   |
| 1999 | -                 | -  |   |
| 2000 | -                 | -  |   |
| 2001 | 1                 | 0  |   |
| Total en Lituania | Total en Lituania | 13 | 4 |
| (1) Incluye datos de las fases de clasificación para los campeonatos de Europa. (2) Incluye datos de las fases de clasificación para los campeonatos del Mundo. |                   |    |   |

#### Participaciones en fases finales
| Competición                   | Categoría                | Sede          | Resultado | Partidos | Goles |
| ----------------------------- | ------------------------ | ------------- | --------- | -------- | ----- |
| Universiada 1987              | Sub-20 (Unión Soviética) | Yugoslavia    | Campeón   | -        | -     |
| Juegos Olímpicos de Seúl 1988 | Sub-21 (Unión Soviética) | Corea del Sur | Campeón   | 6        | 2     |

## Palmarés

### Campeonatos nacionales
| Título                | Equipo        | País    | Año  |
| --------------------- | ------------- | ------- | ---- |
| Bundesliga de Austria | Austria Viena | Austria | 1991 |
| Bundesliga de Austria | Austria Viena | Austria | 1992 |
| Copa de Austria       | Austria Viena | Austria | 1992 |
| Supercopa de Austria  | Austria Viena | Austria | 1993 |
| Bundesliga de Austria | Austria Viena | Austria | 1993 |
| Copa de Austria       | Austria Viena | Austria | 1994 |

### Campeonatos internacionales
| Título                           | Equipo              | País          | Año  |
| -------------------------------- | ------------------- | ------------- | ---- |
| Medalla de oro en la Universiada | Selección soviética | Yugoslavia    | 1987 |
| Medalla de oro en los JJ. OO.    | Selección soviética | Corea del Sur | 1988 |

### Distinciones individuales
| Distinción                 | Año  |
| -------------------------- | ---- |
| Futbolista lituano del año | 1985 |
| Futbolista lituano del año | 1986 |
| Futbolista lituano del año | 1987 |
| Futbolista lituano del año | 1988 |